# Mataeocephalus adustus
Mataeocephalus adustus es una especie de pez de la familia Macrouridae en el orden de los Gadiformes.

## Hábitat
Es un pez bentopelágico de aguas  tropicales que vive hasta 1473 m de profundidad.

## Distribución geográfica
Se encuentra en las Indias Orientales y Filipinas.